# アンドレア・アントネスク
アンドレア（ルーマニア語:AndreEA）、本名:アンドレア・アントネスク（Andreea Antonescu）は、ルーマニアの歌手である。かつて、アンドレア・バランとともにユニット・アンドレを組んでいた。

## 来歴
6歳のときにガラツィで開かれたコンテスト「Şi eu voi fi o stea」に参加したのが、音楽業界との初めてのかかわりであった。12歳のときに初めてのアルバム『Din vina ta』を製作した。
その後、2人の女性アーティストとともにグループ・Flashを結成するが長続きせず、1998年にアンドレア・バランとともにアンドレ（Andre）を結成した。アンドレの2人は多くのヒット作を生み出し、本格的にルーマニアの音楽業界の一翼を担うようになった。1999年にはママイアでのSecţiunea Şlagăre音楽祭で優勝、2000年にはBravo Otto賞の最優秀ポップ・ダンス・バンドとなった。アンドレは4枚のプラチナ・アルバムと1枚のゴールド・アルバムを生み出し、あわせて120万枚以上のアルバムを売り上げた。
2001年にユニットを解散して、それぞれソロ活動に入った。この頃に、PLAYBOY誌の写真モデルとなった。2002年にはソロ・アルバム『AndreEA』を製作し、アルバムは発売後6箇月で3万5千部以上を売上げ、ゴールドとなった。
チャリティ活動にも参加しており、駐ドイツ・ルーマニア大使によって始められたチャリティ・プロジェクト「Lumina ochilor」の広告塔を務めた。

## アルバム

### ユニットAndre として
- La intalnire（1999年）
- Noapte de vis（1999年）
- Prima iubire（2000年）
- Am sa-mi fac de cap（2000年）
- Best of Andre（2001年）
- O noapte si o zi（2001年）

### ソロ
- AndreEA （2002年）
- Când dansam （2003年）
- Metamorfoza （2005年）